# Бондра, Юрай
Юрай Бо́ндра (словац. Juraj Bondra; род. 28 февраля 1960 года, Луцк, СССР) — словацкий хоккеист, защитник.

## Карьера
Отец Юрая родился в селе Якубяны, в округе Стара-Любовня. Через два года после окончания Второй мировой войны семья переехала на Украину (у него было шесть сестер). Брат Юрая Петер отметил, что его отец отправился туда на заработки. Однако, по словам Юрая, это переселение произошло «добровольно-принудительно». Некоторые источники утверждают, что причиной стал обмен населения между Чехословацкой Республикой и СССР. Отец Юрая нашел жену Надежду, которая имела польское происхождение. Ни один из родителей не был связан со спортом. Семья имела трех сыновей — Владимира, Юрая и Петера.
Семья Бондра вернулась в Словакию в 1971 году. Спортивную карьеру начал в ХК «Попрад». В 1982 году присоединился к ВСЖ (Кошице). В 1986 и 1988 годах команда выиграла Первую лигу, высший дивизион чемпионата Чехословакии, также однажды стал вице-чемпионом страны. В «Кошице» выступал со своим братом Петером, почти на 8 лет моложе, чем Юрай, вместе с которым выиграл чемпионат Чехословакии 1987/88 годов. В составе клуба из Кошице провел восемь сезонов, сыграл более 400 матчей и отличился 35 заброшенными шайбами. С 1990 по 1992 год выступал за «Дябл Руж Де Бриансон» во французской Лиге 1.
С 1996 по 1999 год был помощником главного тренера ХК «Попрад».